# Calthropella novaezealandiae
Calthropella novaezealandiae är en svampdjursart som först beskrevs av Patricia R. Bergquist 1961.  Calthropella novaezealandiae ingår i släktet Calthropella och familjen Calthropellidae. Inga underarter finns listade i Catalogue of Life.